# Decaturville
Decaturville è un comune degli Stati Uniti d'America, situato nello Stato del Tennessee, nella Contea di Decatur, della quale è il capoluogo.